# Гарсіотеф
Гарсіотеф (Горсіотеф) (д/н — 369 до н. е.) — цар Куша в 404–369 роках до н. е.

## Життєпис
Син царя Аманінетейєріки та його зведеної сестри Атасамале. За панування батька 414 року до н. е. відправлений на допомогу повсталим єгиптянам проти Перської держави. Перебував у Верхньому Єгипті до часу сходження на трон. Перебрав владу близько 404 року до н. е. після смерті стрийка Баскакерена.
Основні відомості про час його володарювання міститься на великій стелі, знайденій на священній для кушитів скелі Джебель-Баркал.
Спочатку мусив придушувати повстання кочівників Меденету (ймовірно, з пустелі Медеда, на північному сході). Цьому були присвячені поході 3, 5 і 6 років панування (відповідно бл. 399, 397 і 396 роки до н. е.). Можливо, це завадило надавати допомогу Аміртею II, фараону Єгипту. Затвердження там XXIX династії призвело до зменшення впливу кушитського царя на Єгипет, який перетворився на потужну силу.

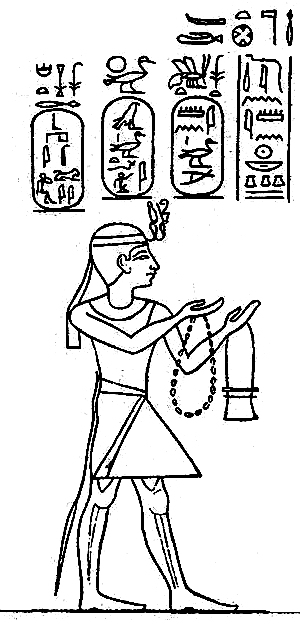
Частила стели Гарсіотефа

У 2-й, 18-й і 23-й роки правління (бл. 402, 386 і 381 роки до н. е.) Горсіотефа відзначені кампанії проти кочівників Рехерес, які турбували околиці Мерое. У 11-й рік було придушене повстання в Міргіссі, в 16-й і 35-й роки (384 і 369 роки до н. е.) придушив повстання на чолі з Мехіуфом у Нижній Нубії.

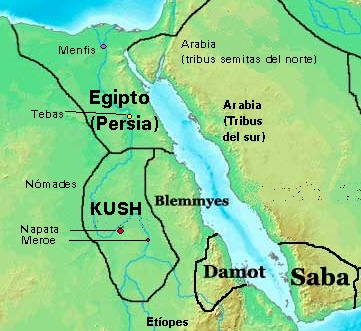
Куш часів Гарсіотефа

З його напису, присвяченому до свого 33 року панування (бл. 371 рік до н. е.), відомо про військову кампанію проти міста під назвою Хабаса, де мешкав народ матіт. Воно розташовувалося десь на сході Куша. Похід був вдалим, повсталі приборкані та погодилися далі сплачувати данину. На думку частини дослідників назва цього місця може бути найбільш раннім зафіксованим вживанням слова «Хадеша», назви Абіссінії-Ефіопії.
Водночас здійснював значне будівництво та розширював храми країни. До його володарювання відносяться знахідки назв свят, які проводилися в місцевих храмах на честь їх богів. Археологічні розвідки доводять про піднесення металургії, зокрема обробки заліза та міді. 
Помер близько 369 року до н. е. Поховано в піраміді № 13 у Нурі. Йому спадкував старший син (за іншою гіпотезою — стриєчний брат) Піанхалара.